# لوسيو (لاعب كرة قدم مواليد 1979)
لوسيو (بالبرتغالية: Lúcio Carlos Cajueiro Souza‏) هو لاعب كرة قدم برازيلي في مركز الوسط، ولد في 20 يونيو 1979 في ريسيفي في البرازيل. شارك مع منتخب البرازيل لكرة القدم. أما مع النوادي، فقد لعب مع غريميو بورتو أليغرينزي ونادي إيتوانو ونادي بالميراس ونادي ساو باولو ونادي ساو كايتانو ونادي غاما ونادي فورتاليزا ونادي ناوتيكو ونادي هرتا برلين.

## وصلات خارجية
- لوسيو (لاعب كرة قدم مواليد 1979) على موقع قاعدة بيانات كرة القدم.إي يو (الإنجليزية)
- لوسيو (لاعب كرة قدم مواليد 1979) على موقع Soccerway.com (الإنجليزية)
- لوسيو (لاعب كرة قدم مواليد 1979) على موقع عالم كرة القدم.نت (الإنجليزية)